# Стратус
Стратус (лат. stratus — слој) је врста ниских облака. Називају се још и слојевити. Настају од водених капљица на додиру хладних и топлих ваздушних маса, због утицаја радијације. Састоје се од уједначених слојева без прецизно одређених контура. Веома су слични магли и најчешће покривају цело небо. Развијају се на висини од 200—700 метара.

## Подела
Стратуси се могу поделити на више врста и подврста:
- — слојевит измагличаст
- — слојевит поцепан
- — слојевит непровидан
- — слојевит провидан
- — слојевит таласаст